# Prenantia ligulata
Prenantia ligulata is een mosdiertjessoort uit de familie van de Smittinidae. De wetenschappelijke naam van de soort is voor het eerst geldig gepubliceerd in 1870 door Manzoni.